# 一位一刀彫
一位一刀彫（Ichii itto Carvings - Yew Wood Carvings）為岐阜縣飛驒地方所生産之木工品。主要生産地為高山市。飛驒市、下呂市。一般也稱為飛驒一位一刀彫。

## 特色
- 使用木料為紫杉（日文學名：一位、櫟），內質年輪非常细緻。
- 使用紫杉之肌理特性，並利用木材本有之色調如：赤太（紫杉内側、心材、應用其赤色之特性）與白太（紫杉外側、邊材、應用其白色之特性）等之特性。表面並不塗佈色料。
- 產品有茶道具、裝飾物、外殼面、壁飾等。
- 工序上是應用手彫技術，一刀刀的精心彫刻；一體成形，並會殘留彫刻痕跡。

## 歷史
- 江戶時代（19世紀初期）、飛驒國墜子彫刻師松田亮長，利用紫杉之肌理特性來製作墜子。
- 江戶時代～明治時代、一位一刀彫為製造茶道具、裝飾物、外殼面、壁飾等之工藝。
- 1975年（昭和50年）5月10日：依據通商産業省辦法，被指定為傳統的工藝品。
- 2006年（平成18年）10月27日：飛驒一位一刀彫被指定為地域品牌（地域團體商標）。

## 外部連結
- 高山市商工會議所 （页面存档备份，存于）
- 飛驒地域地場産業振興中心
- 岐阜傳統工藝品：一位一刀彫
- 飛驒市觀光網站 - 匠 - 一位一刀彫